# ستيف روبرتسون
ستيف روبرتسون (بالإنجليزية: Steve Robertson)‏ هو سائق سيارة بريطاني، ولد في 4 يوليو 1964 في حي هكني في لندن في المملكة المتحدة.

## روابط خارجية
- ستيف روبرتسون على موقع DriverDB.com (الإنجليزية)